# Храм Николая Чудотворца в Хамовниках
Храм Никола́я Чудотво́рца в Хамо́вниках (Николо-Хамовническая церковь, Никольская церковь) — православный храм в районе Хамовники города Москвы. Входит в состав Центрального благочиния Московской епархии Русской православной церкви. Расположен рядом со станцией метро «Парк Культуры» и Фрунзенской набережной.
Церковь построена в 1679—1682 годах в слободе царских ткачей (хамовников). Памятник московской архитектуры XVII века.
При храме работают воскресная школа и православная гимназия.

## История

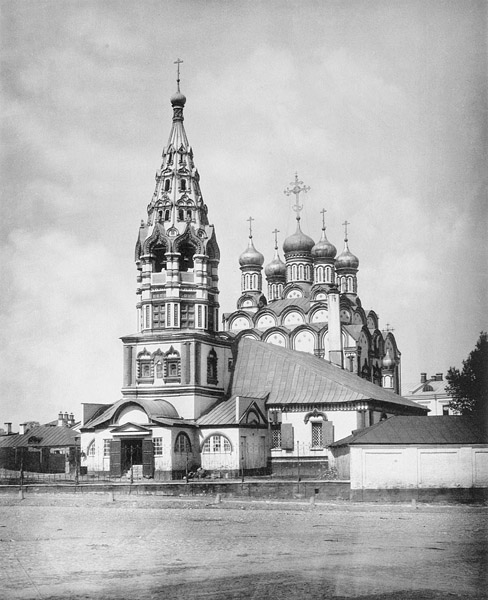
Фотография из альбома Николая Найденова. 1883 год

Первое упоминание о деревянном храме относится к 1625 году, в 1657 году он был уже каменный, а в 1677-м церковь уже названа своим полным именем «Николая Чудотворца у митрополичьих конюшен».
Ныне существующая церковь заложена несколько в стороне от первоначальной 21 мая 1679 года при царе Фёдоре Алексеевиче, а освящение основного храма состоялось 25 июня 1682 года. Одностолпная трапезная с южным приделом святителя Алексия, митрополита Московского, и колокольня были пристроены позднее (антиминс для придельного престола был выдан 17 декабря 1694 года). В 1757 году в трапезной был устроен северный придел во имя новопрославленного святителя Ростовского Димитрия (в 1872 году переосвящён в честь иконы Божией Матери «Споручница грешных»).
В 1812 году во время Отечественной войны храм был разорён внутри, но быстро восстановлен. В трапезной были установлены новые иконостасы приделов в стиле классицизма, сохранившиеся до наших дней. В 1845 году в храме появилась настенная роспись, несколько позднее был «обновлён» главный храм (освящён митрополитом Московским Филаретом 2 октября 1849 года). В начале XIX века возведены ограда и ворота.
В 1922 году часть церковных ценностей была изъята. Храм был реставрирован в 1896, 1949 и 1972 годах. Всё время оставался действующим. С 1912 года до кончины в 1960 году в нём бессменно прослужил кандидат богословия протоиерей Павел Лепёхин (1880−1960). Храм почти полностью сохранил внутреннее убранство XIX века; сохранились и старинные колокола (старейший относится к 1685 году). В 1959 году при прокладке Комсомольского проспекта церковная ограда была перенесена ближе к храму.
В 1992 году на колокольню был поднят колокол весом в 108 пудов (1728 кг).
В 2008 году храм Святителя Николая в Хамовниках праздновал 160-летний юбилей перенесения и прославления под его сводами чудотворного образа Божией Матери «Споручница грешных».

## Архитектура
Церковь Николая Чудотворца — типичный пятикупольный посадский храм второй половины XVII века с характерно ориентированным планом («кораблём», когда трапезная и колокольня поставлены на главную ось церкви) и традиционным завершением глухого сомкнутого свода ярусами кокошников. Основной объём своей высотой, большими симметрично размещёнными окнами и строгим чередованием крупных кокошников, в нижнем ряду напоминающих закомары, похож на «соборный» тип храма. Детали декора немногочисленны и лаконичны (особенно в сравнении с такими богато украшенными посадскими храмами, как церковь Николы в Столпах и церковь Николы в Пыжах); они ограничиваются наборными наличниками и изразцами в кокошниках. Зодчие отказались от обычной для русского узорочья нарочитой запутанности декора фасада; внутренняя бесстолпная конструкция храма наглядно выражена в оформлении фасада. Архивольты средних «закомар» опираются здесь на своего рода кронштейны (верхняя часть которых находится на уровне пят свода), а не на обыкновенные для русского зодчества колонки или лопатки. Немногочисленность и однотипность декора компенсируется яркой раскраской фасада. Красно-зелёная роспись наличников, оттенённая белизной стен, перекликается с зелёным цветом помещённых по три внутрь кокошников ромбовидных «муравлёных» изразцов.
Изящная, богато украшенная колокольня храма — один из лучших примеров архитектуры русского узорочья. Высота её увеличена за счёт введения в восьмерике дополнительного этажа под ярусом звона; таким образом колокольня стала одной из самых высоких шатровых колоколен Москвы. Четверики, восьмерик и шатёр колокольни плотно заполнены декором. На западной стене четверика, над входом, размещены три окна. Боковые окна помещены в наборные наличники, а пяты килевидного завершения среднего окна опираются на верхние карнизы боковых окон. Восьмерик украшен ширинками с многоцветными «поливными» изразцами, плотно зажатыми между угловыми филёнками. В нижней части рёбер шатра, над килевидными зубчатыми кокошниками, вставлены дополнительные маленькие кокошнички. На гранях шатра в три яруса размещены окошечки-«слухи» (всего их 32); в нижнем ряду они двойные и увенчаны горками из трёх кокошничков. Всё это, по мнению искусствоведа И. Л. Бусевой-Давыдовой, создаёт ощущение предельной заполненности пространства декором, полной исчерпанности свободного поля.
Внутреннее убранство храма относится к XIX веку. На северной стене сохранились надгробные таблицы XVIII века, следы существовавшего при церкви приходского кладбища.

## Духовенство
- Фома (Мосолов), архиепископ Одинцовский и Красногорский, викарий патриарха Московского и всея Руси — настоятель храма;
- Протоиерей Михаил Жуков;
- Иеромонах Никодим (Колесников);
- Священник Алексей Долгов;
- Священник Илья Воронков
- Священник Александр Шумский († 16 сентября 2020 года[5]);
- Священник Максим Шевцов;
- Протодиакон Владимир Иванов[6].

## Святыни

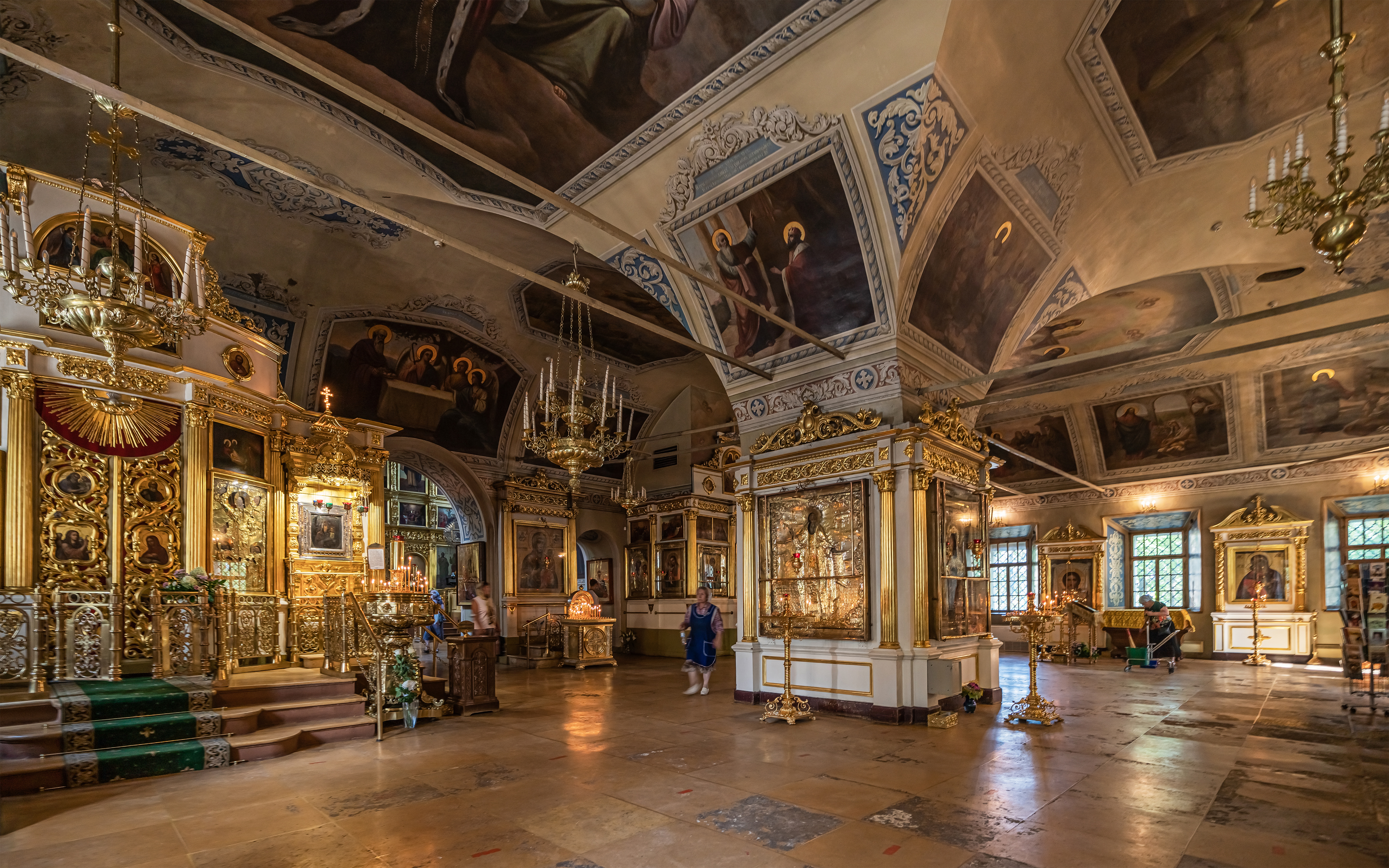
Интерьер храма

Главной святыней храма является чудотворная икона Божией Матери «Споручница грешных».

## Прочие сведения
- Среди известных прихожан храма был Лев Толстой, который жил неподалёку[7].
- Храм Николая Чудотворца в Хамовниках стал прообразом храма Иконы Божией Матери «Скоропослушница» в Киселёвске Кемеровской области[8].
- Много лет каждый приезд в Москву храм Николая Чудотворца посещает французская певица Мирей Матье[9].

## Настоятели храма
- Протоиерей Павел Лепёхин (1912—1922, 1923—1960)
- Протоиерей Николай Петров (? — 10 декабря 1988)
- Протоиерей Дмитрий Акинфиев (15 декабря 1988 — 28 июня 2008)
- Епископ Тихон (Зайцев) Подольский (9 апреля 2009 — 5 февраля 2018)
- Протоиерей Андрей Овчинников (5 февраля 2018[10] — 26 июля 2019)
- Епископ Фома (Мосолов) Павлово-Посадский (26 июля 2019[11] — н. в.)